# 宁波大学附属第一医院
宁波大学附属第一医院，又称宁波市第一医院，简称宁大附属一院，是中国浙江省宁波市一所公立医院。医院前身为1913年建成的鄞县公立医院，为浙江最早建立的公立医院之一。1954年10月，医院改为宁波市第一医院，2023年3月1日改为现名，目前医院为三级甲等综合性医院，为宁波大学医学院的教学医院。

## 历史
宁波市第一医院前身为1913年6月建成的鄞县公立医院，当时位于县学街念书巷。
1922年至1924年间，建造位于原孔庙的楼房三幢，此后院址不再变化。而院名先后更名为宁波市立医院、鄞县县立中心医院。
1947年，附设高级护士学校。
1949年6月，宁波市人民政府接管鄞县县立中心医院。
1949年10月，更名为省立宁波医院。
1954年10月，更名为宁波市第一医院至今。
2006年，成为三级甲等综合性医院。
2013年11月18日，与浙江大学签订合作协议并挂牌，以浙江大学宁波医院作为第二名称。
2022年6月30日，奉化方桥院区启用。
2023年3月1日，与原宁波大学医学院附属医院（原宁波市第三医院）合并组建为宁波大学附属第一医院。原第一医院院址现为月湖院区，原宁大附院院址现为外滩院区。
2023年5月25日，外滩院区门诊楼发生火灾，但无人员伤亡。

## 重点学科
- 浙江省重点扶持学科
  - 血液病学

- 省市共建重点学科
  - 心血管病学

- 宁波市重点学科
  - 泌尿外科学
  - 胃肠病学
  - 医学影像学

- 宁波市重点扶植学科
  - 麻醉学
  - 护理学

- 宁波市级重点实验室
  - 干细胞移植实验室